# Joshua John
Joshua John, né le 1er octobre 1988 à Alkmaar aux Pays-Bas, est un footballeur international arubais évoluant au poste d'ailier.

## Statistiques
| Saison    | Club             | Pays           | Championnat         | Coupes nationales | Coupe d'Europe        |
| --------- | ---------------- | -------------- | ------------------- | ----------------- | --------------------- |
| 2006-2007 | Sparta Rotterdam | Eredivisie     | -                   | -                 | -                     |
| 2007-2008 | Sparta Rotterdam | Eredivisie     | 12 matchs           | -                 | -                     |
| 2008-2009 | Sparta Rotterdam | Eredivisie     | 31 matchs / 4 buts  | 3 matchs          | -                     |
| 2009-2010 | Sparta Rotterdam | Eredivisie     | 28 matchs / 2 buts  | 7 matchs          | -                     |
| 2010-2011 | Sparta Rotterdam | Eerste divisie | 30 matchs / 4 buts  | 1 match           | -                     |
| 2011-2012 | Sparta Rotterdam | Eerste divisie | 14 matchs / 3 buts  | 2 matchs          | -                     |
| 2011-2012 | FC Twente        | Eredivisie     | 5 matchs            | -                 | -                     |
| 2012-2013 | FC Twente        | Eredivisie     | -                   | 2 matchs / 1 but  | -                     |
| 2012-2013 | FC Nordsjælland  | Superliga      | 22 matchs / 10 buts | -                 | 6 matchs / 1 but (C1) |

Dernière mise à jour le 15 juin 2013